# Ass Like That
«Ass Like That» (с англ. — «Такая вот жопа») — песня рэпера Эминема, выпущенная в 2005 году как сингл. Эта песня входит в его альбом, ставший мировым хитом — Encore, который вышел в 2004 году.
Трек сопровождался музыкальным видео, выполненным в лучших традициях комических клипов Эминема (вроде Without Me, Just Lose It или We Made You). В нём в центре концепции оказывалось превращение всех упоминаемых в тексте песни знаменитостей в кукол. Всё начинается с того, что Эминема высмеивает знаменитый кукольный персонаж Triumph the Insult Comic Dog. Завершается видео появлением кукол Эминема, а также рэперов 50 Cent и Dr Dre.